# 羅伯特·巴瑟斯特
羅伯特·巴瑟斯特（Robert Bathurst，1957年2月22日—）是英國的一位演員，出生在英屬黃金海岸。在18歲時，他入學劍橋大學就讀法律。畢業之後他開始成為一名演員。他在1983年出演了自己的首部舞台劇。現在巴瑟斯特主要出演電視劇。

## 外部連結
- Official website （页面存档备份，存于）
- Robert Bathurst at the British Film Institute
- Robert Bathurst在互联网电影资料库（IMDb）上的資料（英文）